# Warriors Orochi 4
Warriors Orochi 4, sortie au Japon sous le titre Musō Orochi 3 (無双オロチ 3, Musō Orochi Surī), est un jeu vidéo de type hack and slash développé par Omega Force et édité par Koei Tecmo Holdings paru sur PlayStation 4, Xbox One, Nintendo Switch et Microsoft Windows. Le jeu est sorti au Japon sur PlayStation 4 et Nintendo Switch le 27 septembre 2018. Warriors Orochi 4 sort le 16 octobre 2018 en Amérique du Nord et le 19 octobre 2018 en Europe.
Le jeu comporte 170 personnages jouables, comprenant les personnages de Warrior Orochi 3 Ultimate Return. Comme dans les précédents opus, le jeu rassemble les personnages de Dynasty Warriors et de Samurai Warriors.

## Personnages
| Wei | Wu | Shu | Jin | Divers | Orochi | Orochi 2 & 3 | Samurai | Samurai 2 | Samurai 3 & 4 |
| --- | --- | --- | --- | --- | --- | --- | --- | --- | --- |
| 1. Cai Yan 2. Cao Cao 3. Cao Pi 4. Cao Ren 5. Dian Wei 6. Guo Jia 7. Li Dian 8. Pang De 9. Wang Yi 10. Xiahou Dun 11. Xiahou Yuan 12. Xu Huang 13. Xu Zhu 14. Xun Yu 15. Yu Jin 16. Yue Jin 17. Zhang He 18. Zhang Liao 19. Zhen Ji | 1. Da Qiao 2. Ding Feng 3. Gan Ning 4. Han Dang 5. Huang Gai 6. Lianshi 7. Ling Tong 8. Lu Meng 9. Lu Su 10. Lu Xun 11. Sun Ce 12. Sun Jian 13. Sun Quan 14. Sun Shangxiang 15. Taishi Ci 16. Xiao Qiao 17. Zhou Tai 18. Zhou Yu 19. Zhu Ran | 1. Bao Sanniang 2. Fa Zheng 3. Guan Ping 4. Guan Suo 5. Guan Xing 6. Guan Yinping 7. Guan Yu 8. Huang Zhong 9. Jiang Wei 10. Liu Bei 11. Liu Shan 12. Ma Chao 13. Ma Dai 14. Pang Tong 15. Wei Yan 16. Xingcai 17. Xu Shu 18. Yue Ying 19. Zhang Bao 20. Zhang Fei 21. Zhao Yun 22. Zhuge Liang | 1. Deng Ai 2. Guo Huai 3. Jia Chong 4. Sima Shi 5. Sima Yi 6. Sima Zhao 7. Wang Yuanji 8. Wen Yang 9. Xiahou Ba 10. Zhang Chunhua 11. Zhong Hui | 1. Chen Gong 2. Diao Chan 3. Dong Zhuo 4. Lu Bu 5. Lu Lingqi 6. Meng Huo 7. Yuan Shao 8. Zhang Jiao 9. Zhurong 10. Zuo Ci | 1. Daji 2. Fuxi 3. Himiko 4. Kiyomori Taira 5. Nuwa 6. Orochi 7. Sun Wukong 8. Taigong Wang 9. Yoshitsune Minamoto | 1. Benkei 2. Mizuchi 3. Dodomeki 4. Gyuki 5. Hundun 6. Kaguya-hime 7. Kitsune 8. Nezha 9. Orochi X 10. Sanzang 11. Seimei Abe 12. Shennong 13. Shuten-dōji 14. Susanoo 15. Tamamo 16. Yinglong 17. Arès 18. Athéna 19. Loki 20. Odin 21. Zeus | 1. Ishikawa Goemon 2. Hattori Hanzō 3. Toyotomi Hideyoshi 4. Komatsuhime 5. Maeda Keiji 6. Uesugi Kenshin 7. Kunoichi 8. Suzuki Magoichi 9. Date Masamune 10. Akechi Mitsuhide 11. Oda Nobunaga 12. Nō-hime 13. Oichi no Kata 14. Okuni 15. Mori Ranmaru 16. Takeda Shingen 17. Honda Tadakatsu 18. Imagawa Yoshimoto 19. Sanada Yukimura | 1. Tachibana Ginchiyo 2. Hosokawa Gracia 3. Tokugawa Ieyasu 4. Naoe Kanetsugu 5. Shibata Katsuie 6. Sasaki Kojirō 7. Fūma Kotarō 8. Ishida Mitsunari 9. Chōsokabe Motochika 10. Miyamoto Musashi 11. Azai Nagamasa 12. Nene 13. Shima Sakon 14. Maeda Toshiie 15. Shimazu Yoshihiro | 1. Aya 2. Takenaka Shigeharu 3. Kaihime 4. Kuroda Yoshitaka 5. Katō Kiyomasa 6. Fukushima Masanori 7. Mōri Motonari 8. Tachibana Muneshige 9. Hōjō Ujiyasu 10. Matsunaga Hisahide 11. Uesugi Kagekatsu 12. Katakura Kagetsuna 13. Chōsokabe Motochika 14. Imagawa Ujizane 15. Yagyū Munenori 16. Ii Naomasa 17. Ii Naotora 18. Sanada Nobuyuki 19. Kobayakawa Takakage 20. Tōdō Takatora 21. Shimazu Toyohisa 22. Ōtani Yoshitsugu |
| - Notes : - Personnages 91 à 106 : Warriors Orochi 2 ; - Personnages 107 à 111 : Warriors Orochi 3 ; - Personnages 147 à 155 : Samurai Warriors 3 ; - Personnages 156 à 168 : Samurai Warriors 4 ;                                  | | | | | | | | | |